# 阿尔莱 (上卢瓦尔省)
阿尔莱（法語：Arlet，法語發音：[aʁlɛ]）是法国上卢瓦尔省的一个市镇，属于布里尤德区。

## 地理
阿尔莱（45°6'58"N, 3°25'9"E）面积5.78 平方千米，位于法国奥弗涅-罗讷-阿尔卑斯大区上盧瓦爾省，该省份为法国中南部省份，北起多姆山省和卢瓦尔省，西接康塔爾省，南至洛泽尔省，东临阿尔代什省。
与阿尔莱接壤的市镇（或旧市镇、城区）包括：欧巴扎、克龙斯、费吕萨克、圣奥斯特勒穆瓦纳、圣西尔格。

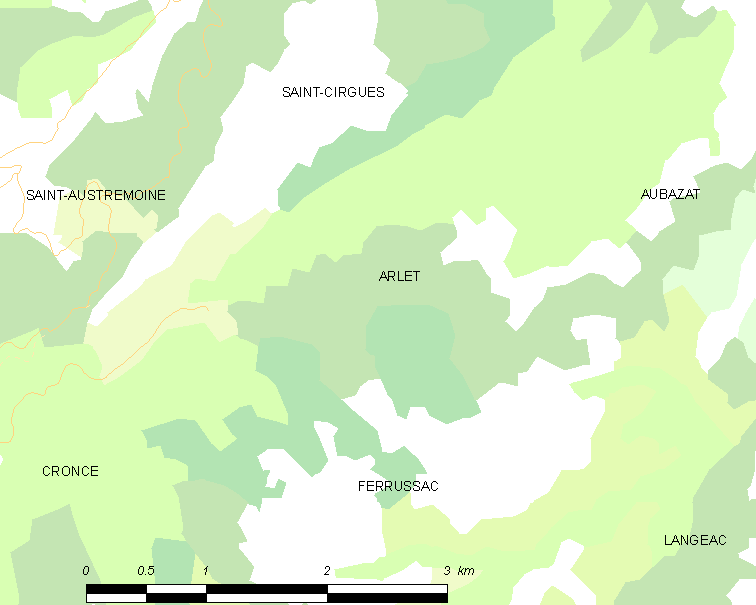
的OSM定位图

阿尔莱的时区为UTC+01:00、UTC+02:00（夏令时）。

## 行政
阿尔莱的邮政编码为43380，INSEE市镇编码为43009。

## 政治
阿尔莱所属的省级选区为拉法耶特地区县。

## 人口

1962-2008年间人口变化图示

阿尔莱于2022年1月1日时的人口数量为24人。